# V1060 Геркулеса
V1060 Геркулеса (лат. V1060 Herculis) — двойная затменная переменная звезда типа Алголя (EA) в созвездии Геркулеса на расстоянии приблизительно 2532 световых лет (около 776 парсек) от Солнца. Видимая звёздная величина звезды — от +12,8m до +12,1m. Орбитальный период — около 1,5768 суток.
Открыта проектом ROTSE-1 в 2000 году*.

## Характеристики
Первый компонент — жёлтая звезда спектрального класса G. Радиус — около 3,79 солнечного, светимость — около 8,273 солнечной. Эффективная температура — около 5610 K.